# Australiaena
Australiaena is een monotypisch geslacht van korstmossen behorend tot de familie Caliciaceae. Het bevat alleen Australiaena streimannii.